# Die Muntermacher
Die Muntermacher ist aktuell das Musikprojekt des österreichischen Schlagermusikers Rudi Bartolini. Namensgeber der Band ist ein Reporter, welcher die zuerst namenlose Band in einem Zeitungsartikel als „Die Muntermacher“ titulierte.

## Werdegang
1971 gründete Rudi Bartolini mit Renato Wohlleib von den Paldauern seine erste eigene Band. Darauffolgend wurde 1982 von Rudi Bartolini im Zuge von Aufnahmen im Tonstudio die Gruppe „Die Muntermacher“ gegründet. Diese traten zunächst bei verschiedenen Events in Vorarlberg und Umgebung auf. Der offizielle Eintrag als Musikband erfolgte 1982, in der Folgezeit änderte sich die Besetzung mehrere Male.
Inzwischen hatte sich die Gruppe auch über die Grenzen Österreichs einen Namen gemacht. 1996 erreichten die Muntermacher den 1. Platz bei der Vorausscheidung zum Grand Prix der Volksmusik mit dem Titel Liebe ist wie ein Schmetterling, 1998 den 2. Platz im internationalen Finale in Wien mit dem Titel Glaub ans Glück. Es folgten zahlreiche Radio- und Fernsehauftritte. Neben den Fernsehveranstaltungen gibt die Band auch Live-Konzerte, bei zahlreichen bekannten Veranstaltungen steht sie regelmäßig auf dem Spielplan. Das Repertoire reicht von den eigenen Titeln über aktuelle Hits bis zu Oldies der 60er und 70er Jahre. Im Februar 2023 verließen Alexander Groß und André Groß die Gruppe, um sich ihrem eigenen Projekt "Die Musikpiraten" zu widmen.
Alleiniges Mitglied ist nunmehr Rudi Bartolini.

## Erfolge
- 1. Platz in der österreichischen Vorausscheidung beim Grand Prix der Volksmusik 1996
- 2. Platz im Finale beim Grand Prix der Volksmusik 1998[2]
- 1. Platz beim Mundartwettbewerb Schnabl vom ORF 2004[3]